# Original falsifikata
Original falsifikata é um filme de drama iugoslavo de 1991 dirigido e escrito por Dragan Kresoja e Rade Radovanovic. Foi selecionado como representante da Iugoslávia à edição do Oscar 1992, organizada pela Academia de Artes e Ciências Cinematográficas.

## Elenco
- Lazar Ristovski - Pavle
- Dragan Nikolic - Pavlovic
- Velimir 'Bata' Zivojinovic - Vujic
- Snezana Bogdanovic - Lena
- Zarko Lausevic - Stojan
- Dusan Jakisic - Dragisa
- Ruzica Sokic - Mileva